# Eupithecia occidua
Eupithecia occidua là một loài bướm đêm trong họ Geometridae.